# Grad Reutenberg
Grad Reutenberg (nemško Reutenberg) je stal v naselju Breg v Občini Sevnica. 

## Zgodovina
Leta 1317 je omenjen Friderik Reutenberški, oženjen z Jeuto Reštanjsko. Leta 1322 je izpričan brežiški kastelan Herman Reutenberški, ki naj bi bil iz tega gradu. V bližini gradu je stal dvorec Ruda, ki naj bi spadal pod isto posest.